# Jan Valenta (lékař)
Jan Valenta (srbsky Јован Валента 1826 Praha – 7. června 1887 Marila, Banát) byl český lékař, politik a veřejný činitel dlouhodobě působící v Srbském knížectví, později přetvořeném v Srbské království.

## Životopis
Narodil se v Praze, navštěvoval zde obecnou a střední školu. V roce 1849 promoval na pražské lékařské fakultě v Praze, poté pracoval jako „sekundář“ (pomocný lékař) v jedné z pražských nemocnic.
Po příjezdu do Srbska v roce 1852 si změnil české křestní jméno Jan na srbské Jovan. V Srbsku byl jmenován okresním lékařem, nejprve ve Smederevu, poté v Rudničkách (Jagodina) a poté v okrese Valjevo. V roce 1865 nebo 1867 byl jmenován ředitelem První městské nemocnice v Bělehradě, která byla založena v roce 1841. Zůstal v této funkci až do roku 1874, kdy se stal profesorem na „Velikém gymnáziu“ (První bělehradské gymnázium). Jako vážený občan Bělehradu byl v letech 1870-1882 prezidentem spolku Občanské kasino v Bělehradě.
Od počátku roku 1862 byl členem dopisovatele Společnosti srbské literatury. V létě 1864 byl jmenován řádným členem Srbské učené společnosti (Katedra přírodních a matematických věd). Udržoval styky s Českou lékařskou společností, jejímž byl od roku 1865 dopisovatelem. Spolu s doktorem Aćim Medovićem podpořil v roce 1868 založení Srbské lékařské společnosti, k jejímu vzniku ale nedošlo, když na ustavující schůzi bylo mezi 15 lékaři jen pět Srbů. Společnost byla nakonec založena v roce 1872. Zúčastnil se roku 1873 jako delegát Srbska III. mezinárodního kongresu lékařů ve Vídni. Angažoval se i v politice, z vládní listiny byl dvakrát zvolen poslancem. Byl také jedním ze čtyř zakladatelů spolku bělehradských Čechů Češka beseda založeného roku 1869.
Kromě vlastních spisů také překládal lékařskou literaturu z češtiny do srbštiny. V roce 1864 vydal knihu Nauka o zdravotnictví. Po této knize následovaly další dvě: Hygiena – nauka o ochraně zdraví (1877) a Oddělená hygiena – dietetika (1881). Byl na částečný úvazek zaměstnán jako učitel hygieny na bělehradské střední škole.
V prosinci 1882 na základě výnosu krále Milana odešel do Pirotu, kde kdysi působil jako okresní lékař, kde kromě povinností obvodního lékaře působil i jako vedoucí nemocnice v Pirotu. Zůstal zde zaměstnán až do roku 1886, kdy odešel do důchodu.
Jan Valenta zemřel náhle v roce 1887 během pobytu v klimatických lázních Marila v dnešním Rumunsku.

### Rodina
S manželkou Marií měl syny, Aleksandara a Mihaila. Zatímco sloužil ve Smederevu, žila s nimi lékařova matka, vdova Katarina. To znamená, že celá rodina Valentů (poddaní Rakouského císařství) přišla do Srbska a poté se 1860 roku usadila ve vlastním domě, postaveném však „ze slabého materiálu“.